# The Old Mam'selle's Secret
The Old Mam'selle's Secret è un cortometraggio muto del 1912. Il nome del regista non viene riportato nei credit del film che, prodotto dalla Reliance Film Company, aveva come interpreti Gertrude Robinson, Edgena De Lespine, Irving Cummings.

## Produzione
Il film venne prodotto dalla Reliance Film Company

## Distribuzione
Distribuito dalla Film Supply Company, il film - un cortometraggio in due bobine - uscì nelle sale cinematografiche degli Stati Uniti il 4 dicembre 1912. La Western Import Company lo distribuì nel Regno Unito il 23 aprile 1913.